# Żywie
Żywie lub Żywia – w kronice Jana Długosza rzekome słowiańskie bóstwo, określone jako „bóg życia”.
Najprawdopodobniej analogia do połabskiej Siwy (podobnie jak w zestawieniu Podaga – Pogoda).